# Sirens of the Sea (film)
Sirens of the Sea er en amerikansk stumfilm fra 1917 af Allen Holubar.

## Medvirkende
- Louise Lovely som Lorelei
- Carmel Myers som Julie
- Jack Mulhall som Gerald Waldron
- Sydney Deane som Wellington Stanhope
- Helen Wright som Mrs. Stanhope